# Спарассис курчавый
Спара́ссис курча́вый, или спарассис кудря́вый (лат. Sparassis crispa) — вид съедобных грибов из рода Спарассис семейства Спарассовые. Паразит (вызывает красную гниль), растущий на корнях деревьев. Как редкий вид включён в Красную книгу России, Красную книгу Украины и Красную книгу Республики Беларусь.

## Синонимика
Научные синонимы:
- Clavaria crispa Wulf.basionym
- Manina crispa Scop.
- Masseeola crispa (Wulf. in Jacq.) O.Kuntze
- Sparassis radicata Weir[2]
- Sparassis ramosa Schaeff. ex Schroet.

Другие русские названия:
- грибна́я капу́ста, борова́я капуста
- заячья капуста
- дрягель курчавый
- «грибное счастье»
- царь-гриб[3]

## Описание

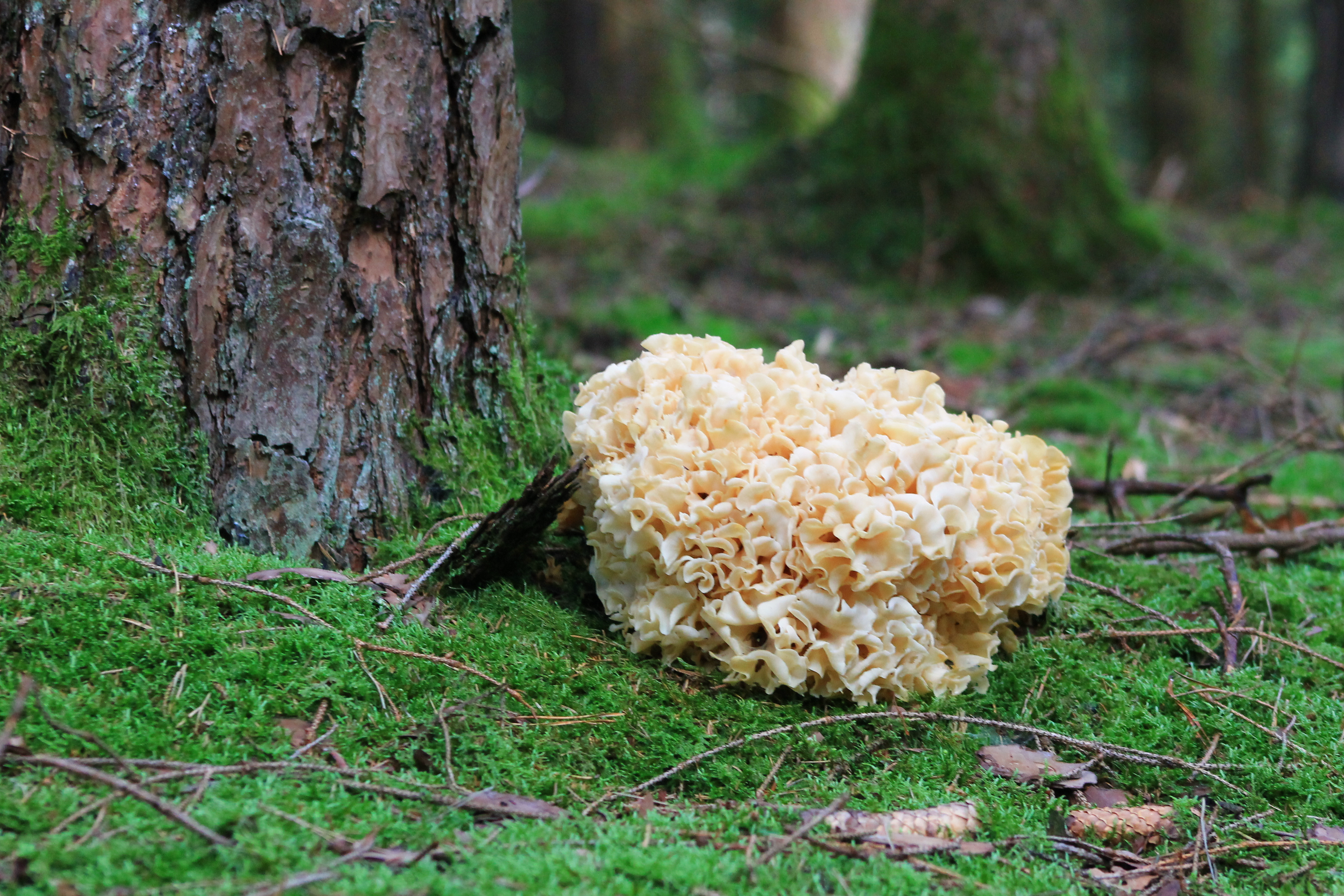
Молодое плодовое тело спарассиса курчавого

Плодовое тело гриба кустообразное, округлое, шаровидной или неправильно шаровидной формы, 5—20 см высотой и 6—30 (до 60 и более) см диаметром, иногда достигает веса 6—10 кг. Состоит из массы отходящих от короткой центральной ножки «кучерявых» ветвей или лопастей, у которых с двух сторон расположен гимений. Лопасти плоские, широкие (0,7—3 см шириной и 0,3—0,8 см толщиной), с волнистым и нередко рассечённым краем. Внешне плодовое тело гриба напоминает головку цветной капусты. Молодые грибы беловатые, позже — желтоватые и наконец в зрелом состоянии и при высыхании — охряные или буроватые. Края лопастей обычно темнеют первыми.
Мякоть гриба белая, плотная, у молодых грибов ломкая (со временем и при высыхании принимает жёсткую, восковато-роговидную консистенцию), с сильным специфическим запахом, не похожим на грибной. По вкусу напоминает орех, однако имеет смолистый привкус, который удаляется после нескольких кипячений.
Гименофор гладкий или шероховатый, восковидный, беловато-кремовый или сероватый.
Ножка гриба центральная, толстая (2—5 см диаметром), глубоко погружённая в землю, так что несмотря на длину (5—13 см) снаружи малозаметна. Цвет ножки у молодых грибов беловатый или желтоватый, позднее — буроватый до чёрного.
Споровый порошок — от беловатого и желтоватого до охряного и оранжево-охряного. Споры (6—7)×(4—5) мкм, эллипсоидные, немного суженные у основания, гладкие, бесцветные, с большой каплей масла.
Иногда гриб образует псевдосклероций размером (20—70)×(7—10) см, состоящий из частиц почвы, переплетенных мицелием, и прикрепленный к корням дерева.

## Произрастание

### Распространение
Голарктический вид. В России обнаруживается в Краснодарском, Алтайском, Красноярском, Хабаровском, Приморском краях, Новосибирской, Московской, Челябинской, Сахалинской областях (о. Кунашир), Ленинградской области (Карельский перешеек), в Республике Карелия, на Северном Кавказе. Вне РФ известен в Прибалтике, Белоруссии, на Украине, в Грузии, странах Западной Европы, Азии и востока Северной Америки.

### Экология
Встречается с августа по октябрь, иногда начиная с конца июля. Паразитический дереворазрушающий гриб, сапротрофный или слабо фитопатогенный, вызывающий гниение корней и древесины. Растёт одиночно на корнях, у основания стволов, реже на свежих пнях деревьев хвойных пород (преимущественно сосны, а также ели, кедра, пихты, лиственницы) в старовозрастных хвойных и хвойно-широколиственных лесах. Плодовые тела образуются у комля дерева, связаны тяжами грибницы с поражённым корнем. Гриб вызывает красно-бурую деструктивную гниль корней и основания ствола. В конечной стадии развития гнилая древесина растрескивается, в трещинах наблюдаются скопления грибницы.

## Сходные виды
На спарассис курчавый очень похож более редкий спарассис пластинчатый (Sparassis laminosa), который паразитирует на дубе. Плодовое тело этого гриба соломенно-жёлтое, а лопасти более грубые, плотные, цельнокрайные.

## Внешнесходные виды
Гриб-баран (Grifola frondosa (Fr.) S.P.Gray) и трутовик разветвленный (ветвистый) (Grifola umballata (Fr.) Pil.), растущие у оснований стволов и пней лиственных деревьев (дубы, вязы и т. д.). Красная книга РФ.

## Употребление
Съедобный гриб, идёт главным образом на приготовление супов, для жарки и сушки. Однако съедобен спарассис курчавый только в молодом возрасте — плодовые тела, приобретшие буроватую окраску, становятся очень жёсткими. Используется в народной медицине. Содержит спарассол, который препятствует развитию плесневых грибов. Кроме спарассола, спарассис курчавый содержит биоактивные компоненты, обладающие противоопухолевой (иммуномодулирующей) и антимикробной активностью.

## Охранный статус
Спарассис курчавый занесен в Красную книгу РФ со статусом III (R) редкий вид и в Красную книгу Республики Беларусь со статусом IV. Факторами, лимитирующими его численность, являются усиленная эксплуатация лесов и сбор плодовых тел населением.
Занесён в Красную книгу России.